# I racconti delle Tartarughe Ninja
I racconti delle Tartarughe Ninja (Tales of the Teenage Mutant Ninja Turtles), conosciuto anche con il titolo Tales of the Teenage Mutant Ninja Turtles - I racconti delle Tartarughe Ninja, è una serie animata statunitense realizzata in animazione tradizionale con stile super deformed per il servizio di streaming Paramount+, e funge da sequel del film d'animazione cinematografico Tartarughe Ninja - Caos mutante (2023). È la quinta serie a essere basata sul fumetto Tartarughe Ninja, creato nel 1984 da Kevin Eastman e Peter Laird.

## Trama
Ambientato due mesi dopo gli eventi del film d'animazione Tartarughe Ninja - Caos mutante, la serie segue le Tartarughe Ninja mentre affrontano le loro doppie vite come adolescenti ed eroi alla città di New York. Nel primo arco narrativo, le Tartarughe vengono separate mentre affrontano Josefina Bishop, una spietata e brillante inventrice che progetta di eliminare tutti i mutanti. Devono affrontare l'essere soli per la prima volta e riunirsi per salvare la specie mutante. Nel secondo arco narrativo, le Tartarughe si scontrano con un pericoloso gruppo di feroci mutanti acquatici noti come gli East River Three.

## Personaggi
| Personaggio      | Doppiatore originale     | Doppiatore italiano |              |              |              |              |              |
| Protagonisti     | Protagonisti             | Protagonisti        | Protagonisti | Protagonisti | Protagonisti | Protagonisti | Protagonisti |
| ---------------- | ------------------------ | ------------------- | ------------ | ------------ | ------------ | ------------ | ------------ |
| Leonardo         | Nicolas Cantu            | Luca Tesei          |              |              |              |              |              |
| Raffaello        | Brady Noon               | Mattia Moresco      |              |              |              |              |              |
| Donatello        | Micah Abbey              | Alberto Vannini     |              |              |              |              |              |
| Michelangelo     | Shamon Brown Jr.         | Lorenzo Crisci      |              |              |              |              |              |
| Splinter         | Fred Tatasciore          | Mattia Moresco      |              |              |              |              |              |
| April O'Neil     | Ayo Edebiri              | Laura Chiatti       |              |              |              |              |              |
| Antagonisti      |                          |                     |              |              |              |              |              |
| Josefina Bishop  | Alanna Ubach             | Claudia Catani      |              |              |              |              |              |
| Goldfin          | Timothy Olyphant         |                     |              |              |              |              |              |
| Lee the Eel      | Jillian Bell             |                     |              |              |              |              |              |
| Mustang Sally    | Danny Trejo              |                     |              |              |              |              |              |
| Angel            | Jamila Velazquez         | Roisin Nicosia      |              |              |              |              |              |
| Hun              | Carlin James             | Paolo Vivio         |              |              |              |              |              |
| Altri personaggi |                          |                     |              |              |              |              |              |
| Leatherhead      | Rose Byrne               |                     |              |              |              |              |              |
| Rod              | Pete Davidson            | Gabriele Lopez      |              |              |              |              |              |
| Wingnut          | Natasia Demetriou        | Margherita De Risi  |              |              |              |              |              |
| Ray Fillet       | Austin Post              | Davide Perino       |              |              |              |              |              |
| Genghis Frog     | Amad Jackson             |                     |              |              |              |              |              |
| Scumbug          | Alex Hirsch              |                     |              |              |              |              |              |
| Pigeon Pete      | Christopher Mintz-Plasse |                     |              |              |              |              |              |

## Episodi
| n° | Titolo italiano                  | Titolo originale                    | Prima TV Italia | Prima TV USA  |
| -- | -------------------------------- | ----------------------------------- | --------------- | ------------- |
| 1  | Leo in azione da solo            | Leo Nardo Stands Alone!             | 8 agosto 2024   | 9 agosto 2024 |
| 2  | Miki fa la cosa giusta           | Mikey Does the Right Thing          | 8 agosto 2024   | 9 agosto 2024 |
| 3  | Raff ci pensa bene               | Raph Thinks It Through              | 8 agosto 2024   | 9 agosto 2024 |
| 4  | Donni tiene duro                 | Donnie Hangs Tough                  | 8 agosto 2024   | 9 agosto 2024 |
| 5  | Bishop fa la sua mossa           | Bishop Makes Her Move!              | 8 agosto 2024   | 9 agosto 2024 |
| 6  | La notte dei Mechazoid           | Night of the Mechazoids             | 8 agosto 2024   | 9 agosto 2024 |
| 7  | Raff contro l'acqua              | Raph vs. Water                      | 8 ottobre 2024  | 9 agosto 2024 |
| 8  | Miki prende il comando           | Mikey Takes Charge                  | 8 ottobre 2024  | 9 agosto 2024 |
| 9  | Splinter, April e il pesce rosso | Splinter and April Fight a Goldfish | 8 ottobre 2024  | 9 agosto 2024 |
| 10 | Donnie va a fondo                | Donnie Goes Deep                    | 8 ottobre 2024  | 9 agosto 2024 |
| 11 | Leonardo monta in sella          | Leonardo Saddles Up                 | 8 ottobre 2024  | 9 agosto 2024 |
| 12 | La perla                         | The Pearl                           | 8 ottobre 2024  | 9 agosto 2024 |